# Raj Pracha FC
El Raj Pracha FC es un equipo de fútbol semiprofesional de Tailandia que juega en la Segunda División de Tailandia, la tercera liga de fútbol más importante del país.

## Historia
Fue fundado en el año 1968 en la ciudad de Salaya y han mantenido su nombre a excepción de la temporada 1998 cuando se hacían llamar Rajapracha UCOM por razones de patrocinio.
Fueron el equipo que ganó la primera edición de la Copa de Tailandia de fútbol en 1975 utilizando en nombre Youth Development Team. Han sido campeones de copa en 6 ocasiones.
A nivel internacional han participado en la Recopa de la AFC 1995-96, en la cual fueron eliminados en la segunda ronda por el Petrokimia Putra de Indonesia por la regla del gol de visitante.

## Palmarés
- Copa Real Kor: 4

1970, 1971, 1980, 1982
- Copa FA de Tailandia: 4

1975, 1976, 1985, 1992
- Liga Regional División 2: 1

2009
- Segunda División de Tailandia Región Bangkok: 1

2009

## Participación en competiciones de la AFC
| Temporada | Torneo           | Ronda | Club             | Resultado    |
| --------- | ---------------- | ----- | ---------------- | ------------ |
| 1995/96   | Recopa de la AFC | 2     | Petrokimia Putra | 2-3, 5-4 (a) |

## Clubes afiliados
- Muangthong United FC
- Buriram United FC
- Everton F.C.

## Jugadores destacados
| - Vorawan Chitavanich - Samuel P.Cunningham - Teerasil Dangda - Witthaya Hloagune - Chukiat Noosarung - Charnwit Polcheewin - Apichet Puttan - Kiatisuk Senamuang - Pipat Thonkanya | - Markus Steinhauer - Lorenz Menge - Lamnao Singto - Tayt Ianni - Billy Thompson - Bryan Medina - Henrik Jørgensen |